# Vlag van Pijnacker-Nootdorp

Vlag van de gemeente Pijnacker-Nootdorp

De vlag van Pijnacker-Nootdorp is op 27 april 2002 vastgesteld als de gemeentevlag van de Zuid-Hollandse gemeente Pijnacker-Nootdorp. De vlag wordt als volgt omschreven:
drie horizontale banen in de kleuren blauw, geel, blauw. De hoogteverhouding is 2:1:2 met op de twee blauwe banen een gele kronkelende slang met opgerichte kop.
De vlag is afgeleid van het gemeentewapen.

## Verwante afbeeldingen

Wapen van Pijnacker-Nootdorp
Vlag van Nootdorp

Alblasserdam
· Albrandswaard
· Alphen aan den Rijn
· Barendrecht
· Bodegraven-Reeuwijk
· Capelle aan den IJssel
· Delft
· Den Haag
· Dordrecht
· Goeree-Overflakkee
· Gorinchem
· Gouda
· Hardinxveld-Giessendam
· Hendrik-Ido-Ambacht
· Hillegom
· Hoeksche Waard
· Kaag en Braassem
· Katwijk
· Krimpen aan den IJssel
· Krimpenerwaard
· Lansingerland
· Leiden
· Leiderdorp
· Leidschendam-Voorburg
· Lisse
· Maassluis
· Midden-Delfland
· Molenlanden
· Nieuwkoop
· Nissewaard
· Noordwijk
· Oegstgeest
· Papendrecht
· Pijnacker-Nootdorp
· Ridderkerk
· Rijswijk
· Rotterdam
· Schiedam
· Sliedrecht
· Teylingen
· Vlaardingen
· Voorne aan Zee
· Voorschoten
· Waddinxveen
· Wassenaar
· Westland
· Zoetermeer
· Zoeterwoude
· Zuidplas
· Zwijndrecht